# Morella (povídka)
Morella je hororová povídka amerického autora a kritika Edgara Allana Poea, která byla poprvé vydána v roce 1835.

## Děj
Nepojmenovaný vypravěč se ožení s Morellou, ženou, která je vzdělaná a věnuje se studiu německých filozofů Fichteho a Schellinga, kteří se zabývají otázkou identity. Morella tráví dny v posteli četbou a učením manžela. Ten ji ale začne nesnášet a znechutí se mu jak její inteligence, tak její krása. Když si manžel všimne jejího zhoršujícího se zdravotního stavu, začne se bát a přeje si, aby žena zemřela a dostalo se jí věčného pokoje. Morella nakonec zemře během porodu a prohlásí, že umírá, ale že uvnitř ní se nachází závazek citu, který pro ni vypravěč cítil, a že až zemře, bude jejich dítě žít.
S přibývajícím věkem dcery si vypravěč uvědomí, že se jeho dcera nápadně podobá své zesnulé matce, ale odmítá jí dát jméno. Když je jí deset, její podobnost s Morellou je až děsivá. Vypravěč se rozhodne, že ji pokřtí, aby se zbavil jakéhokoliv zla, které by v ní mohlo dřímat, ale během křtu se do dceřina těla navrátí matčina duše. Během obřadu se kněz ptá, jaké je dceřino jméno, na což vypravěč odpoví „Morella“. Dcera okamžitě zvolá „Tady jsem!“ a zemře. Otec ji pak sám nese k jejímu hrobu, kde po první Morelle neobjeví ani stopy.

## Analýza příběhu
Rozhodnutí vypravěče pojmenovat svou dceru Morella naznačuje, že si podvědomě přeje její smrt, stejně jako si přál smrt její matky. Allen Tate tvrdí, že je možné, že znovuzrození Morelly značí, že se stala upírem, aby se vypravěči mohla pomstít. 
Poe se v příběhu zabývá otázkou identity a jejím přetrvání po smrti. Naznačuje, že pokud by bylo možné identitu po smrti zachovat, mohla by přebývat mimo své původní tělo nebo se vtělit do těla jiného. Částečnou inspirací byly Poeovi teorie identity Friedricha Schellinga, kterého v příběhu zmiňuje.
Jméno „Morella“ má několik možných původů. Stejné jméno měla Ctihodná matka Juliana Morell (1595–1653), která byla v básni Lopeho de Vegy čtvrtou Grácií a desátou Múzou. „Morel“ je také jméno jedovatého lilku černého, rostliny příbuzné s rulíkem zlomocným, ze kterého je možné vyrobit halucinogenní drogu. Lilek černý se vyskytuje v okolí Presburgu (nyní Bratislavy), kde Morella získala své vzdělání a který byl považován za centrum černé magie.

### Hlavní témata
Mrtvé nebo umírající ženy jsou častým tématem Poeových příběhů (viz např. „Berenice“ nebo „Lenora“), stejně jako komunikace se záhrobím (viz např. „Eleonora“ nebo „Zánik domu Usherů“).

## Historie vydání
„Morella“ byla poprvé vydána v dubnovém čísle roku 1835 periodika Southern Literary Messenger. Zrevidovaná verze pak byla znovu otištěna v listopadovém čísle roku 1839 časopisu Burton's Gentleman's Magazine. První vydání povídky obsahovalo i Poeovu báseň o šestnácti verších s názvem „Hymn“, kterou Morella zpívala. Báseň pak byla vydána samostatně pod názvem „A Catholic Hymn“.
V České republice byla povídka poprvé vydána v roce 1894 v překladu Vácslava Černého ve sbírce Pád domu Usherových a jiné novely.

## Adaptace
„Morella“ je název jedné části filmu Rogera Cormana Historky hrůzy z roku 1962. Ve filmu hrají například Vincent Price, Peter Lorre nebo Basil Rathbone. Film má dvě další dvě části pojmenované podle Poeových povídek, „Černý kocour“ a „Fakta o případu monsieura Valdemara“.
Volnou adaptací příběhu je také film The Haunting of Morella (1990), režiséra Jima Wynorského.